# تشارلز فرانسيس آدمز، الابن
تشارلز فرانسيس آدمز، الابن (بالإنجليزية: Charles Francis Adams Jr.) (و. 1835 – 1915 م) هو ضابط، ومؤرخ من الولايات المتحدة الأمريكية ولد في بوسطن.

## التعليم
تعلم في جامعة هارفارد.

## روابط خارجية
- تشارلز فرانسيس آدمز، الابن على موقع الموسوعة البريطانية (الإنجليزية)
- تشارلز فرانسيس آدمز، الابن على موقع إن إن دي بي (الإنجليزية)